# Canyon//SRAM zondacrypto
Canyon//SRAM zondacrypto (UCI код: CSZ) — немецкая женская профессиональная велокоманда, выступающая в престижных соревнованиях по шоссейному велоспорту. Спонсоры команды: Specialized Bicycle Components — специализированная американская компания по производству велосипедов и Lululemon Athletica — канадский производитель высокотехнологичной спортивной экипировки.
До 2012 года команда принадлежала компании High Road Sports Боба Стейплтона и называлась HTC-Highroad Women. Команда успешно выступала, но не смогла найти спонсоров после завершения пятилетнего контракта с компанией HTC. Кристи Скримджер, бывшая сотрудница High Road, специалист по маркетингу и связям с общественностью, создала новую компанию Velocio Sports, и приобрела команду. Большая часть гонщиков и других сотрудников команды остались прежними. High Road также владела профессиональной шоссейной велосипедной командой Team HTC-High Road, которая прекратила своё существование.
До 2008 года команда называлась T-Mobile Women. Columbia Sportswear была главным спонсором команды с июля 2008 до конца 2010 года.

## 2008

### Главные достижения
- Эмилия Фалин[англ.] (SWE) : 1-е место, Merco Credit Union Cycling Classic Downtown Grand Prix (Мерсед, Калифорния)
- Юдит Арндт (GER) : 1-е место, женский Тур Фландрии
- Шанталь Белтман[англ.] (NED) : 1-е место, Тур Дренте; 1-е место, Liberty Classic

## Состав команды
По состоянию на 15 февраля 2012.
|                       | Гонщик                | Дата рождения |
| --------------------- | --------------------- | ------------- |
| Шарлотта Беккер (GER) | Шарлотта Беккер (GER) | 19.5.1983     |
| Лиза Бреннауэр (GER)  | Лиза Бреннауэр (GER)  | 8.6.1988      |
| Кэти Колклоу (GBR)    | Кэти Колклоу (GBR)    | 20.1.1990     |
| Эмилия Фалин (SWE)    | Эмилия Фалин (SWE)    | 24.10.1988    |
| Хлоя Хоскинг (AUS)    | Хлоя Хоскинг (AUS)    | 1.10.1990     |
| Клара Хьюз (CAN)      | Клара Хьюз (CAN)      | 27.9.1972     |

|                           | Гонщик                    | Дата рождения |
| ------------------------- | ------------------------- | ------------- |
| Амбер Небен (USA)         | Амбер Небен (USA)         | 18.2.1975     |
| Лорен Роуни (AUS)         | Лорен Роуни (AUS)         | 14.10.1988    |
| Элли Стачер (USA)         | Элли Стачер (USA)         | 8.6.1987      |
| Эвелин Стивенс (USA)      | Эвелин Стивенс (USA)      | 9.5.1983      |
| Ина-Йоко Тойтенберг (GER) | Ина-Йоко Тойтенберг (GER) | 28.10.1974    |
| Эллен ван Дейк (NED)      | Эллен ван Дейк (NED)      | 11.2.1987     |
| Трикси Уоррак (GER)       | Трикси Уоррак (GER)       | 28.9.1981     |

## 2003–2007

### Главные достижения
Главные достижения сезона 2007:
- 1-е место, 2-й этап командная гонка с раздельным стартом на Тур де л'Од феминин

Главные достижения сезона 2006:
- 2-е место, командный зачёт, Женский мировой шоссейный кубок UCI
- 2-е место, индивидуальный зачёт, Женский мировой шоссейный кубок UCI — Ина-Йоко Тойтенберг
- 1-е место, Австралиа Ворлд Кап — Ина-Йоко Тойтенберг
- 1-е место, Монреаль Ворлд Кап — Юдит Арндт
- 1-е место, Тур Роттердама — Ина-Йоко Тойтенберг
- 2-е место, Австралиа Ворлд Кап — Юдит Арндт
- 2-е место, Флеш Валонь Фемм — Юдит Арндт
- 2-е место, Гран-при Кастилии и Леона — Юдит Арндт
- 2-е место, Тур Нюрнберга — Ина-Йоко Тойтенберг
- 3-е место, Нью Зиланд Ворлд Кап — Ина-Йоко Тойтенберг

### Знаменитые члены команды
- США Кристин Армстронг
- Канада Лин Бессет[англ.]
- Нидерланды Сюзанна де Геде[англ.]
- США Дейрдре Демет-Бэрри[англ.]
- США Сара Хаммер[англ.]
- США Мари Холден[англ.]
- США Эмбер Небен[англ.]